# 溴金酸
溴金酸，又称四溴合金酸，是一种无机化合物，化学式为HAuBr4。它是氯金酸的类似物。它可由氢溴酸和硝酸的混酸与金属金反应制得。它和[Co(en)3]Br3反应，得到[Co(en)3][AuBr4]2Br。